# 修適士徑
修適士徑（英語：Sussex Drive；渥太華93號市道）是加拿大安大略省渥太華的一條主幹道。修適士徑與渥太華河大致平行，北始於麗都門（Rideau Gate）的卡提耶徑的延續，位於麗都廳的入口處。該道路向南延伸到麗都街，聖博德街（St. Patrick Street）以南的部分與麥健時路（Mackenzie Avenue）形成單向對的北行一半。麥健時路及修適士徑都在其南端與拜副將徑（Colonel By Drive）相連，沿麗都運河向南延伸。
20世紀初，修適士街（Sussex Street）沿線建立了許多政府機構，二戰後設立了各國大使館。1953年11月，在伊利沙伯皇太后訪問期間，修適士街更名為修適士徑。

## 延伸閱讀
- Brault, Lucien. . Ottawa Historical Information Institute. January 16, 1946  [June 18, 2012].

## 外部連結
- Google Maps: Sussex Drive